# ماوريسيو مارتين روميرو
ماوريسيو مارتين روميرو (بالإسبانية: Mauricio Martín Romero) (13 يناير 1983 في الأرجنتين - ) هو لاعب كرة قدم أرجنتيني في مركز الدفاع. شارك مع منتخب الأرجنتين تحت 20 سنة لكرة القدم. أما مع النوادي، فقد لعب مع أتلانتي إف سي وجيمناسيا لابلاتا ونادي أتليتيكو كولون ونادي بويبلا ونادي لانوس ودورادوس سينالوا ونادي موريليا الرياضي.

## وصلات خارجية
- ماوريسيو مارتين روميرو على موقع قاعدة بيانات كرة القدم.إي يو (الإنجليزية)
- ماوريسيو مارتين روميرو على موقع Soccerway.com (الإنجليزية)
- ماوريسيو مارتين روميرو على موقع AS.com (الإسبانية)